# Cojedebius kathleenae
Cojedebius kathleenae är en insektsart som beskrevs av Kevan, D.K.M. 1989. Cojedebius kathleenae ingår i släktet Cojedebius och familjen vårtbitare. Inga underarter finns listade i Catalogue of Life.